# Alcochete
Alcochete es una villa portuguesa perteneciente al distrito de Setúbal, región de Lisboa y subregión de Península de Setúbal, con 19.148 habitantes (2021). 

## Geografía
Es sede de un pequeño municipio de 128 km² de área, subdividido en 3 freguesias. 

## Límites
El municipio limita al norte con el municipio de Benavente, al este y al sur con Palmela, al suroeste con Montijo y al noroeste tiene una pequeña franja ribereña al estuario del Tajo. 

## Historia
En 1469 nació en Alcochete el futuro rey D. Manuel I.

## Demografía
| Gráfica de evolución demográfica de Alcochete entre 1864 y 2021 |
|                                                                 |
| Datos según el nomenclátor publicado por el INE portugués.      |

## Freguesias
Las freguesias de Alcochete son las siguientes:
- Alcochete
- Samouco
- São Francisco

## Patrimonio
Es sede del parque natural del Estuario del Tajo. Posee varias salinas aún activas y donde nidifica una importante colonia de flamencos. 